# جياك أحادي المقرن
جياك أحادي المقرن (الاسم العلمي: Guaiacum unijugum) هي نوع نباتي يتبع جنس الجياك من فصيلة القديسية